# Hyposerica castanea
Hyposerica castanea är en skalbaggsart som beskrevs av Blanchard 1850. Hyposerica castanea ingår i släktet Hyposerica och familjen Melolonthidae. Inga underarter finns listade i Catalogue of Life.